# خافيير إدواردو لوبيز
خافيير إدواردو لوبيز (بالإسبانية: Javier Eduardo López)‏ (17 سبتمبر 1984 بتوريون في المكسيك - ) هو لاعب كرة قدم مكسيكي في مركز الوسط. لعب مع نادي غوادالاخارا.

## وصلات خارجية
- خافيير إدواردو لوبيز على موقع الدوري الأمريكي (الإنجليزية)
- خافيير إدواردو لوبيز على موقع قاعدة بيانات كرة القدم.إي يو (الإنجليزية)
- خافيير إدواردو لوبيز على موقع Soccerway.com (الإنجليزية)
- خافيير إدواردو لوبيز على موقع AS.com (الإسبانية)